# أنطوني أرمسترونغ جونز
أنطوني ارمسترونغ جونز (بالإنجليزية: Antony Armstrong-Jones) مصور بريطاني (ولد في لندن يوم 7 مارس من العام 1930) كان زوج الأميرة مارجريت ابنة الملك جورج السادس ملك المملكة المتحدة، والشقيقة الصغرى للملكة إليزابيث الثانية.

## روابط خارجية
- أنطوني أرمسترونغ جونز على موقع IMDb (الإنجليزية)
- أنطوني أرمسترونغ جونز على موقع مونزينجر (الألمانية)
- أنطوني أرمسترونغ جونز على موقع ميوزك برينز (الإنجليزية)
- أنطوني أرمسترونغ جونز على موقع ديسكوغز (الإنجليزية)
- أنطوني أرمسترونغ جونز على موقع قاعدة بيانات الفيلم (الإنجليزية)